# 最高裁判所図書館
最高裁判所図書館（さいこうさいばんしょとしょかん）は、裁判所法に基づいて日本の最高裁判所に設置される附属機関のひとつで、東京都千代田区隼町の最高裁判所庁舎内に位置する法律分野の専門図書館である。また、裁判所法第14条の3の規定により、国立国会図書館法に基づいて国の司法部門に置かれる国立国会図書館の支部図書館でもある。館長は安東章（最高裁刑事局長兼任）。
日本の裁判所の中央図書館として、また司法府に置かれる唯一の国立国会図書館の支部図書館として、全国すべての裁判所に裁判のために必要とされる資料を提供することを目的とする。

## 沿革
最高裁判所図書館の淵源は、大日本帝国憲法下の大審院に置かれていた大審院図書室に遡る。戦後、日本国憲法下で発足した最高裁判所では、最高裁判所事務局（現在の事務総局）の内部組織として図書室が置かれた。
1948年（昭和23年）、国立国会図書館法が制定されて行政・司法の各部門（政府の各省庁および最高裁判所）に国立国会図書館の支部図書館を置くことが定められたことに伴い、最高裁判所事務局の図書室は国立国会図書館支部裁判所図書館となる。そして同年の裁判所法一部改正で最高裁判所に置かれる国立国会図書館の支部図書館として最高裁判所図書館の設置が規定され、翌1949年（昭和24年）に事務局から独立した最高裁判所の附属機関である最高裁判所図書館が発足した。
発足にあたり、最高裁判所図書館委員会規則（昭和23年12月29日最高裁判所規則第44号）が制定され、運営に関する審議を行うこととした。また、1953年（昭和28年）には最高裁判所図書館規則（昭和28年3月3日最高裁判所規則第2号）が制定されて機構が整備された。
1974年（昭和49年）、隼町に竣工した最高裁判所の新庁舎では中央部が図書館棟にあてられ、最高裁判所図書館は全館が開架式となった。
2006年（平成18年）からは、蔵書データを広く一般に公開するため、蔵書検索システムをインターネット上で公開している。

## 組織
最高裁判所図書館は、最高裁判所の司法行政部門に司法研修所、裁判所職員総合研修所とともに置かれる付属機関である。
その長として最高裁判所図書館長1人が置かれ、裁判所職員の中から命ぜられる。最高裁判所図書館長は、最高裁判所が任命する最高裁判所の附属機関の長であるが、同時に国立国会図書館長が任命権を有する国立国会図書館の支部図書館の長でもある。国立国会図書館長は、国立国会図書館連絡調整委員会の委員である最高裁判所裁判官の推薦により、国立国会図書館支部最高裁判所図書館長に任命する。なお、後述の通り歴代の最高裁判所図書館長はすべて最高裁判所事務総局刑事局長との兼務であるが、その理由については最高裁判所は何も説明をしていない。
組織は、総務課と整理課の2課からなっており、課長以下の職員は裁判所事務官から任命される。また、運営に関する事項は最高裁判所規則に基づいて最高裁判所図書館委員会が置かれ、最高裁判所の諮問を受けて調査審議を行っている。

## コレクション
最高裁判所図書館の蔵書は、裁判事務に必要な日本国内外の法律関係の専門書を中核とし、裁判に関連する周辺分野の資料までを含んでいる。
和書は全法律図書の網羅的収集、洋書は判例集、法令集の重点的収集を行っており、蔵書数は約27万冊（和図書約17万冊、洋図書約10万冊）である。
特殊なコレクションとしては、全国の裁判所で不要になった幕末・明治・大正初期刊行の法律書を引き取って保存した「明治文庫」、増島六一郎旧蔵の英米法関係コレクション「正求堂文庫」がある。

## サービス
最高裁判所図書館は、全国すべての裁判所にとっての中央図書館の役割を担っているので、図書館のサービス対象は最高裁判所に限らず、全国の下級裁判所すべてに対して広く図書館サービスを行っている。また、1958年（昭和33年）以来、最高裁判所図書館に収集された日本語による法律関係の論文等の書誌情報を採録した『最高裁判所図書館邦文法律雑誌記事索引』を編集、刊行している。
なお、もともと最高裁判所図書館は裁判所の組織外部には非公開を原則としており、図書館を利用することができる者はかつては裁判所の職員や司法修習生のほかは、特に許可を受けた弁護士や法学の研究者などに限られていた。しかし現在では、利用可能者の範囲が拡大されており、学術研究を目的とする18歳以上の者であれば、事前に申し込みを行って利用することができるようになっている。ただし一般の利用者は閲覧と複写のみ可能で貸出しはされない。

## 所在地・アクセス
- 東京都千代田区隼町4番2号
- 東京メトロ永田町駅から徒歩5分、半蔵門駅から徒歩10分、国会議事堂前駅から徒歩15分
- 休館日：月曜日、水曜日、土曜日、日曜日、祝日、年末年始のほか、蔵書点検等のための臨時休館日
- 開館時間：9時30分 - 17時
- 利用条件：学術研究を目的とする18歳以上の者（必ず前日までに電話申し込み）

## 歴代図書館長
最高裁判所事務総局刑事局長を兼ねる。
| 氏名       | 在任期間                       |
| ---------- | ------------------------------ |
| 岸盛一     | 1947年8月12日 - 1953年12月27日 |
| 江里口清雄 | 1953年12月28日 - 1959年8月31日 |
| 樋口勝     | 1959年9月1日 - 1963年11月15日  |
| 矢崎憲正   | 1963年11月16日 - 1965年7月14日 |
| 佐藤千速   | 1965年9月1日 - 1970年12月29日  |
| 牧圭次     | 1971年1月18日 - 1973年6月30日  |
| 千葉勝郎   | 1973年7月1日 - 1975年7月14日   |
| 岡垣勲     | 1975年7月15日 - 1980年2月19日  |
| 柳瀬隆次   | 1980年2月20日 - 1981年2月6日   |
| 小野幹雄   | 1981年2月7日 - 1985年9月30日   |
| 吉丸真     | 1985年10月1日 - 1989年8月24日  |
| 島田仁郎   | 1989年8月25日 - 1994年3月21日  |
| 高橋省吾   | 1994年3月22日 - 1998年8月3日   |
| 白木勇     | 1998年8月4日 - 2001年9月15日   |
| 大野市太郎 | 2001年9月16日 - 2005年1月27日  |
| 大谷直人   | 2005年1月28日 - 2007年1月14日  |
| 小川正持   | 2007年1月15日 - 2010年1月24日  |
| 植村稔     | 2010年1月25日 - 2013年1月7日   |
| 今崎幸彦   | 2013年1月8日 - 2015年3月29日   |
| 平木正洋   | 2015年3月30日 - 2018年1月4日   |
| 安東章     | 2018年1月5日 -                 |